# Deutsche Fußballmeisterschaft der B-Junioren 1993/94
Die deutsche B-Jugendmeisterschaft 1994 war die 18. Auflage dieses Wettbewerbes. Meister wurde der VfB Stuttgart, das im Finale den Gastgeber Hannover 96 mit 3:0 besiegte.

## Teilnehmende Mannschaften
| Regionalverband Nord                                                                                             | Regionalverband West                                                                                | Regionalverband Südwest                                                                              | Regionalverband Süd | Regionalverband Nordost |
| - Schleswig-Holstein: Holstein Kiel - Hamburg: Hamburger SV - Bremen: Werder Bremen - Niedersachsen: Hannover 96 | - Westfalen: Borussia Dortmund - Mittelrhein: TSV Bayer 04 Leverkusen - Niederrhein: Wuppertaler SV | - Rheinland: Eisbachtaler Sportfreunde - Südwest: 1. FC Kaiserslautern - Saarland: 1. FC Saarbrücken | - Hessen: Kickers Offenbach - Baden: Karlsruher SC - Südbaden: SC Freiburg - Württemberg: VfB Stuttgart - Bayern: FC Bayern München | - Mecklenburg-Vorpommern: FC Hansa Rostock - Brandenburg: FC Energie Cottbus - Berlin: FC Hertha 03 Zehlendorf - Sachsen-Anhalt: Hallescher FC - Thüringen: FC Rot-Weiß Erfurt - Sachsen: FC Erzgebirge Aue |

## Vorrunde
Hinspiele: Sa/So 28./29.05. Rückspiele: Do/Sa/So 02./04./05.06.
|                           | Gesamt |                      | Hinspiel | Rückspiel |
| ------------------------- | ------ | -------------------- | -------- | --------- |
| Gruppe Nord-West:         |        |                      |          |           |
| Wuppertaler SV            | 1:6    | Hannover 96          | 1:3      | 0:3       |
| FC Hansa Rostock          | 1:6    | Hamburger SV         | 0:4      | 1:2       |
| FC Energie Cottbus        | 1:6    | Hallescher FC        | 1:2      | 0:4       |
| Gruppe Süd-Südwest:       |        |                      |          |           |
| FC Rot-Weiß Erfurt        | 2:1    | 1. FC Saarbrücken    | 1:1      | 1:0       |
| Eisbachtaler Sportfreunde | 02:13  | 1. FC Kaiserslautern | 1:4      | 1:9       |

## Achtelfinale
Hinspiele: Sa/So 11./12.06. Rückspiele: Sa/So 18./19.06.
|                         | Gesamt          |                         | Hinspiel | Rückspiel |
| ----------------------- | --------------- | ----------------------- | -------- | --------- |
| Gruppe Nord-West:       |                 |                         |          |           |
| SV Werder Bremen        | 1:5             | TSV Bayer 04 Leverkusen | 0:4      | 1:1       |
| FC Hertha 03 Zehlendorf | 5:5 (3:0 i. E.) | Hallescher FC           | 2:3      | 3:2       |
| Hamburger SV            | 6:2             | Holstein Kiel           | 2:0      | 4:2       |
| Hannover 96             | 4:0             | Borussia Dortmund       | 0:0      | 4:0       |
| Gruppe Süd-Südwest:     |                 |                         |          |           |
| FC Erzgebirge Aue       | 0:7             | FC Bayern München       | 0:3      | 0:4       |
| 1. FC Kaiserslautern    | 4:3             | Kickers Offenbach       | 4:1      | 0:2       |
| FC Rot-Weiß Erfurt      | 00:17           | VfB Stuttgart           | 00:10    | 0:7       |
| Karlsruher SC           | 8:1             | SC Freiburg             | 4:0      | 4:1       |

## Viertelfinale
Hinspiele: So 26.06. Rückspiele: Sa/So 02./03.07.
|                         | Gesamt |                         | Hinspiel | Rückspiel |
| ----------------------- | ------ | ----------------------- | -------- | --------- |
| Gruppe Nord-West:       |        |                         |          |           |
| TSV Bayer 04 Leverkusen | 5:2    | FC Hertha 03 Zehlendorf | 2:1      | 3:1       |
| Hamburger SV            | 5:8    | Hannover 96             | 3:4      | 2:4       |
| Gruppe Süd-Südwest:     |        |                         |          |           |
| FC Bayern München       | 5:8    | 1. FC Kaiserslautern    | 0:2      | 5:6       |
| VfB Stuttgart           | 8:1    | Karlsruher SC           | 6:1      | 2:0       |

## Halbfinale
Hinspiele: Mi 06.07. Rückspiele: So 10.07.
|                         | Gesamt |               | Hinspiel | Rückspiel |
| ----------------------- | ------ | ------------- | -------- | --------- |
| Gruppe Nord-West:       |        |               |          |           |
| TSV Bayer 04 Leverkusen | 3:5    | Hannover 96   | 0:1      | 3:4       |
| Gruppe Süd-Südwest:     |        |               |          |           |
| 1. FC Kaiserslautern    | 2:4    | VfB Stuttgart | 2:2      | 0:2       |

## Finale
| Hannover 96                                                            | Hannover 96 | VfB Stuttgart | VfB Stuttgart |
| ---------------------------------------------------------------------- | --- | --- | ------------- |
| Hannover 96                                                            | \| Sonntag, 17. Juli 1994 um 11:00 Uhr in Hannover (Niedersachsenstadion) \| \| Ergebnis: 0:3 (0:0) \| \| Zuschauer: 5.500 \| \| Schiedsrichter: Bernd Domurat (Datteln) \|                                                                                             | \| Sonntag, 17. Juli 1994 um 11:00 Uhr in Hannover (Niedersachsenstadion) \| \| Ergebnis: 0:3 (0:0) \| \| Zuschauer: 5.500 \| \| Schiedsrichter: Bernd Domurat (Datteln) \|                                                                                                | VfB Stuttgart |
| Hannover 96                                                            | Raphael Schäfer – Fabian Ernst (64. Willi Benteler) – Mustafa Ceylan (70. Cem Akbulut), Tobias Albrecht – Alexander Schock, Ingo Dittel, Volkan Arslan, Rolf Ueberschär, Constantin Lantas (62. Kevin Köhler) – Damian Brezina, Boris Besovic Cheftrainer: Mirko Slomka | Steffen Behrendt – Sascha Moroff – Lechner, Kai Oswald, Archontis Siopidis – Michael Holzhauer (65. Yavuz Bicer), Johannes Woldeab , Manuel Majunke, Tobias Iseli (58. Jörg Balle) – Giuseppe Catizone (77. Andre Nuffer), Giuseppe Carnevale Cheftrainer: Wolfgang Geiger | VfB Stuttgart |
| Hannover 96                                                            | 0:1 Giuseppe Carnevale (44.) 0:2 Manuel Majunke (62.) 0:3 Manuel Majunke (70.) | | VfB Stuttgart |
| Hannover 96                                                            | Ceylan, Dittel | Lechner, Woldeab | VfB Stuttgart |
| Sonntag, 17. Juli 1994 um 11:00 Uhr in Hannover (Niedersachsenstadion) | | |               |
| Ergebnis: 0:3 (0:0)                                                    | | |               |
| Zuschauer: 5.500                                                       | | |               |
| Schiedsrichter: Bernd Domurat (Datteln)                                | | |               |